# تروشکی پاتوری
تروشکی پاتوری (به لاتین: Truszki-Patory) یک منطقهٔ مسکونی در لهستان است که در Gmina Kolno, Podlaskie Voivodeship واقع شده‌است.

## خصوصیات
تروشکی پاتوری ۵۹ نفر جمعیت دارد.